# Comté de Marion (Tennessee)
Pour les articles homonymes, voir Comté de Marion.
Le comté de Marion est un comté de l'État du Tennessee, aux États-Unis.